# Evan's Jean-Lambert
Evan's Jean-Lambert ou Evans Jean-Lambert, né le 17 décembre 1998 à Paris, est un footballeur français qui évolue au poste de défenseur.

## Biographie

### Débuts de carrière en Italie (2017-2021)
Formé au FC Nantes, Evan's Jean-Lambert commence sa carrière en Serie D avec Pavia. Le 1er décembre 2017, il rejoint un autre club de Serie D, Gozzano. À la fin de la saison, Gozzano est promu en Serie C. 
Le 31 janvier 2019, il est transféré en Serie B à Crotone, qui le prête dans la foulée à Gozzano jusqu'à la fin de la saison. Il fait ses débuts en Serie B avec le FC Crotone le 24 août 2019 lors d'un match face à Cosenza.
Le 5 octobre 2020, il rejoint en prêt l'US Catanzaro, qui évolue en Serie C. Puis, le 29 janvier 2021, il est de nouveau prêté à Livourne. 

### Pau FC (depuis 2021)
Le 15 juillet 2021, il revient en France et signe au Pau FC, sous les ordres de Didier Tholot,. 
En Béarn, Jean-Lambert s'impose peu à peu comme un arrière gauche de talent et convainc le club de le prolonger le 27 juillet 2022, pour deux saisons supplémentaires.
Il se blesse sérieusement en fin de saison 2022-2023, souffrant d’une rupture ligamentaire au genou gauche.